# Hugo Pratt
Hugo Pratt (Ugo Eugenio Prat, Rimini, 15 juni 1927 – Lausanne, 20 augustus 1995) was een Italiaanse striptekenaar, vooral bekend als de schepper van Corto Maltese.

## Leven
Hugo Pratt werd geboren in Rimini. Het gezin verhuisde naar Venetië waar hij zijn jeugd doorbracht tot zijn tiende jaar. Zijn vader was een soldaat en in 1937 verhuisden zij naar Ethiopië, nadat Italië het onder Mussolini had veroverd. Zijn vader sneuvelde in 1941 in een gevecht tussen Italiaanse en Britse troepen. Pratt belandde in een gevangeniskamp in Dire Dawa waar hij stripboeken van bewakers kocht. Dat de vader van Hugo sneuvelde in een gevecht met de Britten was wrang want diens vader, de grootvader van Hugo dus, was Engelsman. Via deze grootvader was Hugo ook verwant aan Boris Karloff die eigenlijk William Henry Pratt heette.
In 1944 keert Pratt terug naar Italië. Na de oorlog wijdt hij zich daar aan het tekenen van strips. Schoppenaas is zijn eerste gepubliceerde strip. Samen met andere Italiaanse striptekenaars waaronder Alberto Ongaro en Mario Faustinelli maakt hij deel uit van de zogenaamde Groep van Venetië. Ze waren beïnvloed door de Amerikaanse comics. Hun tijdschrift Asso di Picche verscheen in 1945. Ook Dino Battaglia en Sergio Toppi werkten hieraan mee.
In 1949 verhuisde Pratt naar Buenos Aires in Argentinië, waar hij voor de Argentijnse uitgever Editorial Frontera van Hector Oesterheld werkte. Hier maakte hij onder andere Sergeant Kirk, Ernie Pike, Ann van de Jungle en Fort Wheeling. Hij ontmoette ook de Zuid-Amerikaanse striptekenaars José Luis Salinas en Solano López. In San Paolo gaf hij een tijdlang les over het maken van stripverhalen. Hij keerde terug naar Italië in 1962. Zijn bekendste serie, Corto Maltese, begon in 1967 (afgeleid van het oorspronkelijke Molto Cortese, Italiaans voor "zeer hoffelijk") en bestaat uit 12 titels waarin de omzwervingen van Corto worden beschreven in lange romanvorm of in bundelingen van meerdere korte verhalen.
Naast verhalen van Corto Maltese oogstte Pratt ook roem met de strips over de Woestijnschorpioenen. In deze strips staan de avonturen van de soldaat Koĭnsky centraal in Afrika tijdens de Tweede Wereldoorlog. Pratt maakt vier albums over deze persoon. In 1983 verscheen in Italië het maandblad Corto Maltese en in Frankrijk van 1985 tot en met 1989 het driemaandelijkse blad Corto, waarmee de sterstatus van Hugo Pratt voorgoed mee wordt bevestigd.
Tegen die tijd woont Pratt in Zwitserland. Pratt tekent minder strips, maar schrijft daarentegen veel scenario's, onder meer voor Milo Manara waarmee hij succesvol is. Het tweeluik Indian Summer ontstaat uit hun samenwerking en El Gaucho. Pratts laatste werk is het album Morgan dat zich afspeelt in Venetië net na de oorlog. Het album verscheen net voor zijn dood in 1995. Pratt is dan al geruime tijd ernstig ziek.

## Invloed als striptekenaar
Het werk van deze talentvolle tekenaar wordt door velen op één lijn gesteld met dat van grote vertellers als Dumas, Joseph Conrad en Jack London. Dat is niet zo vergezocht als het lijkt, want elk van zijn verhalen laat zich lezen als een roman. Bij Pratt doet de literatuur haar intrede in het beeldverhaal en met De ballade van de zilte zee maakte hij een van de eerste stripromans.
Hugo Pratt heeft zelf veel weg van een figuur uit een avonturenroman. Hij is tot in de verste uithoeken van de wereld geweest. Tijdens die reizen deed hij zijn wonderlijke personages op: fraaie tronies, mooie vrouwen, ontheemde zwervers en raadselachtige helden. Maar of het nu gaat om zijn eigen avonturen of om die van zijn helden, de nadruk ligt altijd op een sterk gevoel voor kameraadschap. De man en zijn werk lijken op het eerste gezicht oppervlakkig, maar blijken bij nadere kennismaking mysterieus en onpeilbaar. Zijn gevoel voor kameraadschap gaat vaak schuil achter ironie, en die ironie is bij Pratt een vorm van schroom.
In 1988 ontving Hugo Pratt voor zijn volledige oeuvre de Grand Prix de la ville d'Angoulême.

### Loempia-uitgaven
- Sgt. Kirk (1953-59)
- Ticonderoga (1957-1958) (samen met Hector Oesterheld)
- Junglemen
- Het ultieme gevecht
- Schoppenaas
- Oorlogskronieken 1 (selectie uit verhalen van Ernie Pike, 1988)
- Oorlogskronieken 2, In Birma (selectie uit verhalen van Ernie Pike, 1988)
- Capitan Cormorant (1962)
- Fanfulla (1988)

### Casterman-uitgaven
- Ernie Pike (1957, Herdruk 2004) (samen met Hector Oesterheld)
  - Ernie Pike 1
  - Ernie Pike 2
  - Ernie Pike 3
  - Ernie Pike 4
  - Ernie Pike 5
- Fort Wheeling (1962)
- Corto Maltese (1967-92)
  - De ballade van de zilte zee (1967)
  - In het teken van de steenbok (1970)
  - Corto altijd maar verder (twee delen)
  - De Kelten (1971-1972)
  - De Ethiopiërs (1972-1973)
  - Corto Maltese in Siberië (1974-1975)
  - Fabel van Venetië - Sirat Al-Bunduqiyyah (1984)
  - Het gouden huis van Samarkand (1980)
  - De jeugd van Corto Maltese (1981)
  - Tango (1985)
  - De Helvetiërs (1987)
  - Mu (1988)
- De Woestijnschorpioenen (1969-92)
  - De Woestijnschorpioenen [episode 1] (1969-73)
  - Advocaten in Dancalië (1982)
  - Frivole gesprekken in Moululhe (1985)
  - Zeewind (1992)
- Sandokan, De tijger van Malesië (1971, Herdruk 2000) (samen met Mino Milani)
- Ann van de Jungle (1978)
- Fort Wheeling (1978)
- Jesuit Joe (1980)
- Cato Zulu (1984-88)
- Indian Summer (scenario) (1986) (samen met Milo Manara)
- El Gaucho (scenario)(1991) (samen met Milo Manara)
- Saint-Exupéry - de laatste vlucht (1994)
- Morgan (1995)
- De Maan (2005)

### Panda-uitgaven
- 1 Het Geheim van Tristan + Rendez-vous in Bahia, SC en HC, 1980 (3 & 4)
- 2 Snelvuur Samba + De adelaar van Brazilië, SC en HC, 1980 (5 & 6)
- 3 Fortuinzoekers + Een meeuw op het strand, SC en HC, 1980 (7 & 8)
- 4 Godenvoedsel + Bananen conga, SC en HC, 1981 (9 & 10)
- 5 Voodoo voor de president + De lagune van de schone dromen, SC en HC, 1981 (11 & 12)
- 6 De kleinzoon + De engel aan het oosterraam, SC en HC, 1982 (13 & 14)
- 7 Tintoretto + Ierse ballade, SC en HC, 1983 (15 & 16)
- 8 a Corto Maltese (zwarte kaft) (Tussen droom en werkelijkheid + De rode baron), Hors Commerce, HC, 1983, oplage 300 (17 & 18)
- 8 b Corto Maltese (zwarte kaft) (Tussen droom en werkelijkheid + De rode baron), Hors Commerce, HC, 1983, oplage 200 (17 & 18)
- De Man van de Caraïben (1976), sc en hc,

### Uitgegeven bij diverse uitgeverijen
- De Macumba van de Gringo (1977), HC, Oberon auteurreeks
- Ten Westen van Eden (Behorende tot reeks De Woestijnschorpioenen, 1978), HC, Oberon auteurreeks
- De Man zonder Geweten (1981), HC Uitgeverij Centripress Avonturier-reeks
- Fort Wheeling, Op zoek naar Mohena (1982), HC Uitgeverij Centripress Avonturier-reeks